# Андреева, Юлия Игоревна
Юлия Игоревна Андреева (род. 1 июля 1969 года, Ленинград) — русский поэт, прозаик.

## Биография
Во время учёбы в школе занималась в секции поэзии клуба «Дерзание» при Дворце пионеров им. А. А. Жданова — под руководством Н. А. Князевой.
В 17 лет начала обучаться в «До-театре» и в дальнейшем устроилась в «До-театр» на работу. Принимала участие в деятельности многих танцевальных и театральных коллективов, с которыми с 1998 года участвовала в гастрольных поездках за границу с танцевальными, театральными и художественными проектами, в частности в Финляндии, Франции, Японии.
С 1993 года начала публиковаться, в том числе в Австралии, США и Эстонии.
В 2000 году участвовала в арт-конференции, устроенной обществом «Серебряный век» во Франции.
Обучалась в колледже культуры по классу «Режиссёр современного досуга, ритуала, праздника и эстрады» и закончила его в 2002 году. Разработала оригинальную авторскую методику «Танцетерапия».
С 2002 по 2004 год работала на радиостанции «Открытый город», на которой вела циклы радиопередач «Компьютерные истории», «Открытый космос», «Усыновление» и постоянную рубрику «Литературная гостиная». Является режиссёром литературно-музыкальных дисков «Петербургское барокко», «Готика», «Венок Данте».
В 2006 году роман «Предсказание» выдвигался на премию Гоголя (номинация «Вий», мистический роман).
Член Союза писателей Санкт-Петербурга.

## Награды
- 2003 — лауреат литературной премии «Созидатель» (за роман «Мертвым не понять»)
- 2004 — кавалер Золотой Пушкинской медали «За сохранение традиции в литературе» и Золотой медали имени Г. Р. Державина.
- 2010 — лауреат Литературной премии имени Н. В. Гоголя в номинации «Портрет» (за книгу «Многоточие сборки»)[3]
- 2014 — лауреат премии «Жемчужное зерно» в номинации «Проза» («Валюта смерти»)[3]
- 2015 — лауреат Беляевской премии (премия «Восстановление справедливости» за серию биографий)[3]
- 2017 — лауреат премии «Двойная звезда» (специальный диплом за книгу «Богатыри Невы»)[3]
- 2018 — II место премии «Фанткритик[укр.]» в номинации «Литературно-критическая статья» (за «О том, как Милн застрял в норе»)[3]
- 2019 — второе место премии «Бегущая по волнам» в номинации «Лучший женский образ в нефантастическом произведении» (за «Метресса фаворита»)[3]
- 2019 — лауреат премии «Интерпресскон» в номинации «Сверхкороткий рассказ» (за «Сад потерянных детей»)[3]
- 2020 — дипломант Международной литературной премия в области фантастики имени Аркадия и Бориса Стругацких[4]
- Премия «Бегущая по волнам» (2021)[5]
- Лонг-лист АБС-премии 2022 года[6]